# دشوارترین معمای منطقی همه دوران‌ها
دشوارترین معمای منطقی همه دوران‌ها یک معمای منطقی است که بوسیله جرج بولوس فیلسوف و منطق دان آمریکایی در ۱۹۹۶ در Harvard Review of Philosophy منتشر شد.

مقاله بولوس شامل چندین راه برای حل مسئله است.

معما به صورت زیر بیان شده‌است:

 سه خدا به نام‌های A و B و C داریم. این خداها بدون ترتیب خاص، درست، نادرست و تصادفی نامیده می‌شوند. درست همیشه راست می‌گوید، نادرست همیشه دروغ می‌گوید، و تصادفی به صورت تصادفی جواب درست یا نادرست می‌دهد.

وظیفه شما این است با پرسیدن سه سئوال که جواب بله یا نه دارد هویت A و B و C را پیدا کنید. هر سئوال باید از یک خدا باشد. خداها انگلیسی را می‌فهمند، اما به همه سئوال‌ها به زبان خودشان پاسخ می‌دهند که در آن کلمه‌های بله و خیر به ترتیبی نامعلوم da و ja است. شما نمی‌دانید کدام کلمه به چه معنی است.

بولوس توضیحات زیر را ارائه می‌دهد: ممکن است از یک خدا بیشتر از یک سئوال پرسیده شود، سئوالات ممکن است به جواب‌های قبلی بستگی داشته باشد، و ماهیت پاسخ تصادفی را می‌توان به این شکل تصور کرد که در مغز خدا یک سکه پنهان شده که اگه شیر بیاید خدا حقیقت را می‌گوید و اگه خط بیاید خدا دروغ می‌گوید.